# Gia Carides
Gia Carides (Sídney, Nueva Gales del Sur; 7 de junio de 1964) es una actriz australiana, más conocida por haber interpretado a Nikki en la película y la serie My Big Fat Greek Wedding.

## Biografía
Es hija de padre griego y madre inglesa, tiene dos hermanas: la actriz Zoe Carides y la cantautora Danielle Carides.
Habla griego con fluidez. Es muy buena amiga de la actriz australiana Naomi Watts.
El 12 de septiembre de 1998 se casó con el actor australiano Anthony LaPaglia, la pareja le dio la bienvenida a su hija Bridget LaPaglia en enero de 2003. En abril de 2015 la pareja anunció que se había separado.

## Carrera
Es voluntaria como actriz en el programa de jóvenes narradores (en inglés: Young Storytellers Program).
En 1992 apareció en Ultraman: Towards the Future donde interpretó a Jean Echo, una de los dos miembros femeninos de UMA (una agencia de defensa de alta tecnología) y quien está enamorada de Jack Shindo, un astronauta. Ese mismo año apareció como invitada en varios episodios de la serie policíaca Police Rescue donde interpretó a Helena Angelopoulos, la esposa de Helena Angelopoulos (Steve Bastoni) hasta el año siguiente.
En 1993 apareció en la película Strictly Ballroom donde interpretó a Liz Holt, la compañera de baile de Scott Hastings, quien después de perder una competencia contra una pareja rival lo deja por otro bailarín.
En 1999 interpretó a Robin Spitz Swallows en la película Austin Powers: The Spy Who Shagged Me, protagonizada por Mike Myers.
En el 2002 interpretó a la prima Nikki en la película norteamericana My Big Fat Greek Wedding.
En el 2008 se unió al elenco de la serie East of Everything donde dio vida a Melanie Freedman hasta el final de la serie en el 2009. En 2011 apareció en la serie Small Time Gangster donde interpretó a Darlene.
En 2013 apareció como invitada en la serie We Are Men donde interpretó a Sheila, la exesposa de Frank Russo (Tony Shalhoub). Ese mismo año apareció en la serie Wonderland donde interpretó a Helena, la madre de Dani Varvaris (Jessica Tovey).

## Apoyo a beneficencia
Gia apoya a la recaudación de fondos para la construcción de esucelas en África y Etiopía junto a "Save The Children".

## Filmografía
Películas
| Año  | Título                                        | Personaje        | Notas |
| ---- | --------------------------------------------- | ---------------- | --- |
| 2023 | Mi gran boda griega 3                         | Nikki            | junto a Nia Vardalos, John Corbett, Louis Mandylor, Elena Kampouris, Joey Fatone, Lainie Kazan y Andrea Martin     |
| 2016 | Mi gran boda griega 2                         | Nikki            | junto a Nia Vardalos, John Corbett, Lainie Kazan, Joey Fatone, Louis Mandylor, Andrea Martin y Michael Constantine |
| 2012 | Annie and the Gypsy                           | -                | junto a David Burtka, Cybill Shepherd, Bryce Johnson, Lenny von Dohlen & Peter Paige                               |
| 2011 | Burning Man                                   | Carol            | junto a Bojana Novakovic, Essie Davis, Rachel Griffiths, Kerry Fox, Anthony Hayes & Tasneem Roc                    |
| 2011 | In Loco Parentis                              | Madre            | corto - junto a Paul Ashton, Ben Lawson & Anthony LaPaglia                                                         |
| 2009 | Year One                                      | Reina            | junto a Jack Black, Michael Cera, Oliver Platt, David Cross & Vinnie Jones                                         |
| 2007 | The Trap                                      | Clara            | corto - junto a Jeanne Tripplehorn, Greg Butler, Camilla Belle, Aisha Tyler & Channing Tatum                       |
| 2006 | Stick It                                      | Alice Graham     | junto a Missy Peregrym, Jeff Bridges, Vanessa Lengies & Kellan Lutz                                                |
| 2005 | One Last Thing...                             | Madelene         | junto a Michael Angarano, Matt Bush, Gideon Glick, Cynthia Nixon & Johnny Messner                                  |
| 2004 | Thank Heaven                                  | Cybil            | junto a Matt Keeslar, Jenny McCarthy, Michael E. Rodgers & Kadeem Hardison                                         |
| 2003 | Exposed                                       | Jade Blake       | junto a Brenda Strong, Lumi Cavazos, Tate Donovan & David Rasche                                                   |
| 2002 | My Big Fat Greek Wedding                      | Nikki            | junto a Nia Vardalos, John Corbett, Lainie Kazan, Joey Fatone & Ian Gómez                                          |
| 2001 | Jack the Dog                                  | Georgia          | junto a Nestor Carbonell, Barbara Williams, Travis Fine, Barry Newman & Anthony LaPaglia                           |
| 2000 | Maze                                          | Julianne         | junto a Rob Morrow, Laura Linney, Craig Sheffer & Robert Hogan                                                     |
| 2000 | The Extreme Adventures of Super Dave          | Sandy            | junto a Bob Einstein, Dan Hedaya & Don Lake                                                                        |
| 1999 | A Secret Affair                               | Mimi             | junto a Janine Turner, Fionnula Flanagan, Robert Mailhouse, Michael J. Reynolds & Sarah Bolger                     |
| 1999 | Austin Powers: The Spy Who Shagged Me         | Robin Swallows   | junto a Mike Myers, Heather Graham, Michael York, Robert Wagner & Rob Lowe                                         |
| 1998 | Letters from a Killer                         | Lita             | junto a Patrick Swayze, Kim Myers, Roger E. Mosley & Bruce McGill                                                  |
| 1998 | Primary Colors                                | Cashmere McLeod  | junto a John Travolta, Emma Thompson, Billy Bob Thornton, Kathy Bates & Adrian Lester                              |
| 1997 | Firehouse                                     | Sharlotte Brooks | junto a Richard Dean Anderson, Lillo Brancato, Edie Falco & Skipp Sudduth                                          |
| 1997 | Lifebreath                                    | Gale Pullman     | junto a Luke Perry, Francie Swift & Gary Basaraba                                                                  |
| 1997 | The Devil's Child                             | Eva              | junto a Kim Delaney, Matthew Lillard & Ivana Milicevic                                                             |
| 1996 | Brilliant Lies                                | Susy Connor      | junto a Anthony LaPaglia, Zoe Carides, Ray Barrett & Michael Veitch                                                |
| 1996 | Two If by Sea                                 | Joan Rappaport   | junto a Denis Leary, Sandra Bullock & Stephen Dillane                                                              |
| 1996 | The Cottonwood                                | Kathy            | junto a Ricardo Cordero, Stacy Edwards & Steven Feder                                                              |
| 1995 | The Adventures of Captain Zoom in Outer Space | Vesper           | junto a Daniel Riordan, Liz Vassey & Ron Perlman                                                                   |
| 1995 | Bad Company                                   | Julie Ames       | junto a Ellen Barkin, Laurence Fishburne, Frank Langella & Michael Beach                                           |
| 1994 | Lucky Break                                   | Sophie           | junto a Jacek Koman, Anthony LaPaglia, Rebecca Gibney, Robyn Nevin & Marshall Napier                               |
| 1992 | The Girl Who Came Late                        | Wendy            | junto a Miranda Otto, Martin Kemp, Geoff Morrell & Bruce Venables                                                  |
| 1992 | Strictly Ballroom                             | Liz Holt         | junto a Paul Mercurio, Tara Morice, Bill Hunter, Pat Thomson, Barry Otto & Kris McQuade                            |
| 1992 | The Resting Place                             | Sally            | corto - junto a Peter Mochrie                                                                                      |
| 1992 | Greenkeeping                                  | Gina             | junto a Mark Little, Lisa Hensley, Max Cullen & Robyn Nevin                                                        |
| 1987 | Backlash                                      | Nikki Iceton     | junto a David Argue, Lydia Miller & Brian Syron                                                                    |
| 1985 | Bliss                                         | Lucy Joy         | junto a Barry Otto, Lynette Curran, Helen Jones & Miles Buchanan                                                   |
| 1985 | The Coca-Cola Kid                             | Camarera         | junto a Eric Roberts, Greta Scacchi, Chris Haywood, Kris McQuade & Max Gillies                                     |
| 1984 | Annie's Coming Out                            | Narradora        | junto a Angela Punch McGregor., Drew Forsythe, Liddy Clark, Monica Maughan & Lyn Collingwood                       |
| 1983 | Phar Lap                                      | Emma             | junto a Tom Burlinson, Richard Morgan, Robert Grubb & Simon Wells                                                  |
| 1983 | Midnite Spares                                | Ruth             | junto a Max Cullen, Bruce Spence, Tony Barry & Graeme Blundell                                                     |
| 1977 | The Love Letters from Teralba Road            | Maureen          | junto a Kris McQuade, Bryan Brown, Joy Hruby & Kevin Leslie                                                        |

Series de televisión
| Año         | Título                       | Personaje           | Notas                        |
| ----------- | ---------------------------- | ------------------- | ---------------------------- |
| 2013        | Wonderland                   | Helena              | episodio "Equal Rights"      |
| 2013        | We Are Men                   | Sheila              | 2 episodios                  |
| 2011        | Small Time Gangster          | Darlene             | 8 episodios                  |
| 2008 - 2009 | East of Everything           | Melanie Freedman    | 10 episodios                 |
| 2005        | Without a Trace              | Stephanie Patterson | episodio # 4.0               |
| 2003        | My Big Fat Greek Life        | Nikki               | 7 episodios                  |
| 1997        | ER                           | Suzanne Alner       | episodio "You Bet Your Life" |
| 1992 - 1993 | Blue Heelers                 | Helena Angelopoulos | 7 episodios                  |
| 1993        | Seven Deadly Sins            | Gluttony            | miniserie                    |
| 1992        | Ultraman: Towards the Future | Jean Echo           | 13 episodios - miniserie     |
| 1991        | Acropolis Now                | Haroula             | episodio "The Goddess"       |
| 1991        | Boys fron the Bush           | -                   | 2 episodios                  |
| 1989        | Inside Running               | -                   | -                            |
| 1986        | Studio 86                    | -                   | 2 episodios                  |
| 1984        | Five Mile Creek              | Beth                | episodio "Maggie"            |
| 1983        | A Country Practice           | Tracy Power         | 2 episodios                  |

Videojuego
| Año  | Título  | Notas                                    |
| ---- | ------- | ---------------------------------------- |
| 2003 | Gladius | prestó su voz para las voces adicionales |

Teatro
| Año        | Obra                        | Personaje | Director (a)       | Teatro              | Notas                                                                  |
| ---------- | --------------------------- | --------- | ------------------ | ------------------- | ---------------------------------------------------------------------- |
| 1992       | The White Rose of Annandale | -         | John Bashford      | Stables Theatre     | junto a Peter Bodnar, John Mandoukos, Jill Mckay & Martin Reefman      |
| 1989       | The Marriage of Figaro      | -         | Jean-Pierre Mignon | The Wharf Theatre   | junto a Miles Buchanan, Peter Collingwood, Jennifer Hagan & Barry Otto |
| 1988, 1989 | Don's Party                 | -         | Graeme Blundell    | Athenaeum Theatre   | junto a Steve Bisley, Nicholas Eadie, Deborah Kennedy & Bill Young     |
| 1988       | The Kid                     | -         | Peter Kingston     | Stables Theatre     | junto a Beth Child, David Field & Rebecca Frith                        |
| 1987, 1988 | The Heartbreak Kid          | -         | Peter Kingston     | Stables Theatre     | junto a Marcus Graham, Nicholas Papademetriou & Franco Serafin         |
| 1987       | Shakers                     | -         | Terence O'Connell  | Belvoir St. Theatre | junto a Nikki Coghill, Kaarin Fairfax & Lisa Kelly                     |
| 1984       | Fair and Tender Ladies      | -         | Aarne Neeme        | -                   | junto a Bill Conn, Julie Hudspeth, Bill Pearson & Toni Scanlan         |
| 1979       | Dancing Partners/Animal     | -         | Fred Simms         | Stables Theatre     | junto a Terry Byrnes, Julie Herbert, Bronwen Phillips & Michael Ross   |

## Premios y nominaciones
| Año  | Categoría                                                          | Premio                    | Películas                | Resultado |
| ---- | ------------------------------------------------------------------ | ------------------------- | ------------------------ | --------- |
| 2003 | Outstanding Performance by the Cast of a Theatrical Motion Picture | Screen Actors Guild Award | My Big Fat Greek Wedding | Ganadores |
| 1996 | Best Actress in a Lead Role                                        | AFI Award                 | Brilliant Lies           | Nominada  |
| 1992 | Best Actress in a Supporting Role                                  | AFI Award                 | Strictly Ballroom        | Nominada  |